# Love -arigatou-
Singles de Rev. from DVL
Do my best!!
(13 août 2014)
Love -arigatou- (titré LOVE -arigatou- ; écrit officiellement à l'occidentale) est le premier single du groupe féminin japonais Rev. from DVL sorti le 16 avril 2014.

## Détails
Le single sort le 16 avril 2014 en plusieurs éditions : des éditions notées A et B et des éditions limitées notées de A, B, C, D, E et F. Le single devient directement un premier succès pour le groupe, il atteint la 6e place du classement hebdomadaire des ventes de l'Oricon et s'y maintient pendant sept semaines. La musique vidéo est mise en ligne en mars 2014 et obtient plus de 2 500 000 de vues à la même période.
Le single contient la chanson principale Love -arigatou- écrite par RiZ☆Rie et composée par RiZ☆Zu, sa chanson face B principale Ai ni Kinshai, d'autres chansons en face B cependant variantes selon l'édition et leurs versions instrumentales. Les éditions numériques contiennent chacune la même liste de titres mais ont une couverture différente. Les éditions A et B sont accompagnées d'un CD et d'un DVD en supplément.
Ce single marque les débuts du groupe (après sa formation trois ans auparavant) occupant au total douze membres qui ont participé aux chansons et apparaissent toutes sur certaines couvertures du single, parfois trois membres seulement. Deux mois avant la sortie du single, deux membres, Narumi Matsuda et Kanae Shintani, ont quitté le groupe et n'ont donc pas participé à l'enregistrement du disque. Après la sortie du single, un membre nommé Motono Kyōka est ajouté au groupe entre avril et mai 2014 et n'a donc pas participé à l'enregistrement du single et ne participera pas à celui des deux prochains singles.
La chanson-titre est chantée par tous les membres mais principalement par ceux régulièrement mis en avant comme Kanna Hashimoto, Miho Akiyama et Nagisa Shinomiya, les membres principaux du groupe.
La chanson principale Love -arigatou- (ainsi que ses chansons face B Ai ni Kinshai, wanna be et Angel Voice ~Tenshi no Yakusoku) figureront dans l'album best-of Never Say Goodbye -arigatou- sorti en mars 2017.

## Membres
Membres crédités sur le single : 
| - Kanna Hashimoto (membre central) : chant principal - Miho Akiyama (sub-leader) : chant principal - Nagisa Shinomiya : chant principal - Miki Washio : chœurs - Hitomi Imai (leader) : chœurs - Honami Kōya : chœurs | - Yuna Nishioka (sub-leader) : chœurs - Yukina Hashimoto : chœurs - Nanami Chikaraishi : chœurs - Reina Fujimoto : chœurs - Nanami Takahashi : chœurs - Saki Furusawa : chœurs |

## Liste des titres
Toutes les paroles sont écrites par RiZ☆Rie, toute la musique est composée par RiZ☆Zu.
| CD de l'édition Type A | CD de l'édition Type A           | CD de l'édition Type A | CD de l'édition Type A | CD de l'édition Type A | CD de l'édition Type A | CD de l'édition Type A | CD de l'édition Type A | CD de l'édition Type A | CD de l'édition Type A |
| No                     | Titre                            | Durée                  |                        |                        |                        |                        |                        |                        |                        |
| ---------------------- | -------------------------------- | ---------------------- | ---------------------- | ---------------------- | ---------------------- | ---------------------- | ---------------------- | ---------------------- | ---------------------- |
| 1.                     | LOVE -arigatou-                  | 3:43                   |                        |                        |                        |                        |                        |                        |                        |
| 2.                     | Ai ni Kinshai (逢いにきんしゃい) | 4:09                   |                        |                        |                        |                        |                        |                        |                        |
| 3.                     | Rarirurero Love (らりるれろLove) | 4:00                   |                        |                        |                        |                        |                        |                        |                        |
| 4.                     | LOVE -arigatou- (Instrumental)   | 3:42                   |                        |                        |                        |                        |                        |                        |                        |
| 5.                     | Ai ni Kinshai (Instrumental)     | 4:09                   |                        |                        |                        |                        |                        |                        |                        |
| 6.                     | Rarirurero Love (Instrumental)   | 3:58                   |                        |                        |                        |                        |                        |                        |                        |
| 23:41                  |                                  |                        |                        |                        |                        |                        |                        |                        |                        |

| 1. | LOVE -arigatou- (Music Video)                                                             |  |
| 2. | LOVE -arigatou- (Making Video)                                                            |  |
| 3. | Bonus Rev.from DVL of self-introduction <Part I> (特典映像 Rev.from DVL の自己紹介<前編>) |  |

| CD de l'édition Type B | CD de l'édition Type B           | CD de l'édition Type B | CD de l'édition Type B | CD de l'édition Type B | CD de l'édition Type B | CD de l'édition Type B | CD de l'édition Type B | CD de l'édition Type B | CD de l'édition Type B |
| No                     | Titre                            | Durée                  |                        |                        |                        |                        |                        |                        |                        |
| ---------------------- | -------------------------------- | ---------------------- | ---------------------- | ---------------------- | ---------------------- | ---------------------- | ---------------------- | ---------------------- | ---------------------- |
| 1.                     | LOVE -arigatou-                  | 3:43                   |                        |                        |                        |                        |                        |                        |                        |
| 2.                     | Ai ni Kinshai (逢いにきんしゃい) | 4:09                   |                        |                        |                        |                        |                        |                        |                        |
| 3.                     | wanna be                         | 4:08                   |                        |                        |                        |                        |                        |                        |                        |
| 4.                     | LOVE -arigatou- (Instrumental)   | 3:42                   |                        |                        |                        |                        |                        |                        |                        |
| 5.                     | Ai ni Kinshai (Instrumental)     | 4:09                   |                        |                        |                        |                        |                        |                        |                        |
| 6.                     | wanna be (Instrumental)          | 4:06                   |                        |                        |                        |                        |                        |                        |                        |
| 23:57                  |                                  |                        |                        |                        |                        |                        |                        |                        |                        |

| 1. | Ai ni Kinshai (Music Video)                                                                |  |
| 2. | Ai ni Kinshai (Making Video)                                                               |  |
| 3. | Bonus Rev.from DVL of self-introduction <Part II> (特典映像 Rev.from DVL の自己紹介<前編>) |  |

| 1. | LOVE -arigatou-                                              | 3:43 |
| 2. | Ai ni Kinshai (逢いにきんしゃい)                             | 4:09 |
| 3. | Angel Voice ~Tenshi no Yakusoku~ (Angel Voice〜天使の約束～) |      |
| 4. | LOVE -arigatou- (Instrumental)                               | 3:42 |
| 5. | Ai ni Kinshai (Instrumental)                                 | 4:09 |
| 6. | Angle Voice ~Tenshi no Yakusoku～ (Instrumental)             |      |

## Numéro de catalogue
- CD+DVD de l'édition A : YRCS-90044
- CD+DVD de l'édition B : YRCS-90045